# 國立臺南大學附設實驗國民小學
22°59′08″N 120°12′33″E / 22.985616°N 120.209260°E
國立臺南大學附設實驗國民小學（簡稱南大附小）是位在臺南市中西區的國民小學，設有幼兒部，最早是臺灣日治時期1896年設置的「臺南國語傳習所」，是台南地區最早的新式教育小學，在1917年搬到現址，在1928年成為臺南師範學校附屬公學校，並作為附屬學校至今。其創立初期為國民基礎教育，成為附設小學後轉型為基礎教育階段的實驗型學校，除基礎教育的任務外，還肩負著師資培育，以及教育實驗研究的使命。

## 歷史
1896年5月21日，臺灣總督府核定設立「臺南國語傳習所」，同年9月1日在臺南孔子廟開始正式授課，11月4日舉行臺南國語傳習所開所式。1898年10月1日，臺南國語傳習所改制為「臺南第一公學校」（臺南第二公學校為今立人國小）。1916年，因臺南孔廟整修，因此在桶盤淺的樹林街現址興建新校舍，並在1917年8月26日完工後遷入，紅樓等校舍在此時完工。1919年4月1日，校內設置簡易商業學校（1921年4月24日廢止）。1921年4月25日，臺南師範學校指定「臺南第一公學校」為該校「代用附屬公學校」。1928年4月21日，正式成立「臺南師範學校附屬公學校」，學校與臺南師範學校的附屬關係正式確立。1941年4月1日，改為「臺灣總督府臺南師範學校附屬國民學校」。1943年4月1日，因屏東師範併入臺南師範，南師附屬國校改為「臺南師範學校附屬第一國民學校」，原屏東師範附屬國校改為南師附屬第二國民學校（今屏教大附小）。1945年3月20日的臺南大空襲中，校舍被美軍空襲炸毀，僅倖存一棟禮堂。
中華民國接管臺灣後，1947年2月由臺灣省政府撥款重建校舍，校名改為「台南師範學校附屬第一小學」，1947年9月1日改為「台南師範學校附屬小學」，校名之後隨臺南師範學校改變而變更，1964年8月改稱「臺灣省立臺南師範專科學校附屬小學」。舊校舍在1984年拆除，後新建拂曉樓。1988年改稱「臺灣省立臺南師範學院附屬小學」，1991年 改稱「國立臺南師範學院附設實驗國民小學」，並建黎明樓。1992年建朝陽樓，1995年完成幼稚園與圖書館，2003年建旭日樓，2004年8月1日改名「國立臺南大學附設實驗國民小學」，2009年建迎曦樓。校舍名稱皆與太陽有關，亦呼應校徽的太陽圖樣。

## 歷任校長
戰後歷任校長 
- 1946年1月 張忠仁先生
- 1947年4月 王爾新先生
- 1947年9月 李柏乘先生
- 1952年4月 孫漢宗先生
- 1978年9月 甘夢龍先生
- 1988年8月 郭聰貴先生
- 1991年8月 王萬清先生
- 1993年8月 甘夢龍先生
- 2001年8月 吳新華先生
- 2005年8月 王澤瑜先生
- 2012年2月 周義雄先生
- 2015年8月 許誌庭先生
- 2022年8月 楊怡婷女士

## 鄰近設施
- 國立臺南大學
- 國立臺南女子高級中學
- 延平郡王祠
- 法華寺